# Rafael Risco
Luis Rafael Risco Alván (Lima, 26 de diciembre de 1945-Lima, 15 de febrero de 2021) fue un futbolista peruano que jugaba de defensor central.

## Trayectoria
Nacido en la comuna de Barrios Altos en el Rímac, se inició como jugador a los dieciocho años, en Atlético Lusitania. Su hermano menor Tadeo Risco también fue futbolista con Sporting Cristal entre 1970 y 1972. Su padre fue Rafael Risco Ramos, que jugó en Sporting Tabaco en los años cuarenta.
En 1965 llega al cuadro de Deportivo Municipal, donde jugó 2 temporadas hasta 1966, siendo pieza inamovible del equipo edil.
En 1967 llega a reforzar al cuadro de Defensor Lima hasta 1968.
En 1969, después de su paso por Defensor Lima, cruzó la avenida para reforzar a Defensor Arica saliendo subcampeón nacional en dicho año y clasificando para la Copa Libertadores.
En 1970 ficha por el Alianza Lima, en uno de los movimientos más sonados de ese año. Finalizó su carrera vistiendo la blanquiazul en 1974, equipo del que Rafael Risco se declaró hincha acérrimo y seguidor de su historia. Además, participó en los eventos que la institución realizaba.
Luego de su jubilación del futbol profesional, se dedicó a ser contador público, trabajó en el Ministerio de Economía y Finanzas.

## Selección nacional
Fue internacional con la selección de fútbol del Perú, debutó el 23 de octubre de 1968. Jugó siete partidos en total con la Blanquiroja, dos oficiales y cinco amistosos. Es recordado porque estuvo presente en el histórico compromiso de la selección peruana en la Bombonera en el año 1969 ante Argentina, el cual sirvió para la clasificación para el Mundial de México 1970. Risco conformaba el plantel junto a Roberto Chale, Héctor Chumpitaz, Teófilo Cubillas, Oswaldo Ramírez, Pedro León y otros.

## Estadísticas

### Clubes
| Club                | País    | Año       |
| ------------------- | ------- | --------- |
| Atlético Lusitania  | Perú    | 1963-1964 |
| Deportivo Municipal | Perú    | 1965-1966 |
| Defensor Lima       | Perú    | 1967-1968 |
| Defensor Arica      | Perú    | 1969      |
| Alianza Lima        | Perú    | 1970-1974 |
| The Strongest       | Bolivia | 1975-1979 |